# From Beyond (film)
From Beyond (De dincolo) este un film american de groază științifico-fantastic din 1986, regizat de Stuart Gordon, bazat liber pe povestirea cu același nume a lui H. P. Lovecraft. A fost scris de Dennis Paoli, Gordon și Brian Yuzna și îi are în distribuție pe Jeffrey Combs, Barbara Crampton, Ken Foree⁠(d) și Ted Sorel⁠(d).
From Beyond prezintă o pereche de oameni de știință care încearcă să stimuleze glanda pineală cu un dispozitiv numit Rezonator, dar încep să vadă creaturi dintr-o altă dimensiune. Acestea îl trag pe cercetătorul-șef în lumea lor, din care revine ca un monstru grotesc care își schimbă forma și îi atacă pe ceilalți din laborator.

## Rezumat
Omul de știință Dr. Edward Pretorius a dezvoltat un dispozitiv numit Rezonator, o mașină care permite oricui se află în raza de acțiune să vadă dincolo de realitatea normală perceptibilă. Asistentul său, Dr. Crawford Tillinghast, pornește dispozitivul și observă creaturi ciudate plutind în aer. Este mușcat de una dintre acestea. Îl anunță pe Pretorius că mașina funcționează. Pretorius, condus de pofta de putere și cunoaștere, pornește iar mașina și înnebunește datorită sentimentelor pe care i le provoacă Rezonatorul. Aparatul se strică la puterea sa maximă, iar Crawford intră în panică și fuge. Când sosește poliția, îl găsesc pe Pretorius decapitat, dar fără sânge. Crawford este arestat pentru crimă.
Crawford este internat într-o secție de psihiatrie, unde este tratat de dr. Katherine McMichaels. După ce Crawford descrie moartea lui Pretorius, Katherine îi ordonă lui Crawford să fie supus unei tomografii, care arată că glanda pineală a lui Crawford este mărită și în creștere. Convinsă de nevinovăția lui, Katherine îl eliberează în custodia ei și îl duce înapoi la casa lui Pretorius, la Rezonator, însoțiți de detectivul Bubba Brownlee, cel care a investigat moartea lui Pretorius.
Katherine și Crawford repară Rezonatorul, iar Crawford reactivează mașina, ceea ce face să apară mai multe creaturi alături de un Dr. Pretorius fără haine pe el. Conștiința lui acum schimbată și extinsă. Pretorius descrie o lume de dincolo care este mai plăcută decât realitatea normală și arată că moartea lui a fost un mijloc de a ajunge pe acest tărâm. Pretorius îi atacă pe Crawford, Bubba și Katherine cu brațele acoperite cu mâzgă. Crawford oprește Rezonatorul, iar Pretorius și creaturile dispar.
Katherine crede că Rezonatorul ar putea face lumină asupra victimelor schizofreniei și ale leziunilor cerebrale și sugerează să-l pornească din nou, dar Bubba și Crawford nu sunt de acord. În timp ce Bubba și Crawford dorm, Katherine îl pornește din nou, iar Pretorius apare acum cu un mutant. Pretorius o prinde pe Katherine, ca să-i mănânce mintea și să o ducă în lumea de dincolo. Crawford și Bubba se duc la subsol pentru a opri curentul, dar se întâlnesc cu un monstru uriaș asemănător unui vierme, care îl atacă pe Crawford. Bubba reușește să oprească curentul, îi salvează pe Crawford și Katherine și îl trimite pe Pretorius departe.
Bubba decide că ar trebui să plece din casă. Pretorius se întoarce cumva și Rezonatorul se pornește din nou, în timp ce toți trei alergă în pod pentru a-l dezactiva. Katherine și Crawford sunt atacați de creaturi asemănătoare albinelor și  Bubba este devorat până la oase. Crawford luptă cu Pretorius și o eliberează pe Katherine, dar apoi glanda pineală mărită îi iese din frunte. Katherine scurtcircuitează mașina cu un stingător.
Katherine îl duce pe Crawford înapoi la spital, unde este considerată nebună și schizofrenică, deoarece povestea ei este fel ca a lui Crawford. În timp ce este pregătită pentru un tratament de șoc de către un membru sadic al personalului, Crawford dezvoltă o foame copleșitoare de creier uman și îl ucide pe superiorul Katherinei, dr. Bloch. Katherine scapă și se întoarce cu o bombă în casa lui Pretorius și Crawford, înnebunit, o urmează.
Katherine pune o bombă cu cronometru pe Rezonator. Crawford o atacă. În timp ce este pe cale să-i mănânce creierul, ea îi mușcă glanda pineală, ceea ce îl aduce la normal. Dr. Pretorius reconectează firele tăiate ale Rezonatorului și remediază daunele produse de scurtcircuit. Pretorius se întoarce și îl înghite pe Crawford întreg. Înainte ca Pretorius să poată face același lucru cu Katherine, conștiința lui Crawford luptă pentru control în interiorul corpului Pretorius, astfel conștiințele opuse rup corpul lor comun. Katherine scapă prin fereastra mansardei exact în momentul în care bomba explodează, distrugând Rezonatorul și ucigându-i pe Pretorius și Crawford.
După ce cade afară, Katherine își rupe piciorul și vecinii se adună în jurul ei. Ea are o cădere mentală, spunând „L-a mâncat!” între un râs nebunesc și plânset.

## Distribuție
- Jeffrey Combs – Dr. Crawford Tillinghast
- Barbara Crampton – Dr. Katherine McMichaels
- Ted Sorel⁠(d) – Dr. Edward Pretorius
- Ken Foree⁠(d) – Bubba Brownlee
- Carolyn Purdy-Gordon – Dr. Bloch
- Bunny Summers – vecină
- Bruce McGuire – Jordan Fields

## Producție
Regizorul Stuart Gordon a lucrat anterior cu actorii Jeffrey Combs și Barbara Crampton la Re-Animator și i-a distribuit în parte pentru că se obișnuise să lucreze cu o companie de actori în timpul petrecut în teatru și a crezut că dacă face același lucru cu filmele bazate pe opera lui Lovecraft le-ar permite actorilor să se adapteze mai repede la regia sa. El era interesat de posibilitatea de a realiza o serie de filme după H. P. Lovecraft cu aceeași distribuție, precum adaptările lui Roger Corman după Edgar Allan Poe. Gordon, Combs și Crampton au mai lucrat apoi împreună la o a treia adaptare după  Lovecraft, în 1995, Castle Freak⁠(d), direct în video, iar Gordon va regiza mai târziu adaptări ale altor două lucrări ale lui Lovecraft: filmul Dagon⁠(d) în 2001 și al doilea episod din serialul de televiziune Masters of Horror, Vise în Casa Vrăjitoarei, în 2005. Mulți membri ai producției filmului Re-Animator au avut, de asemenea, roluri similare în producția From Beyond, inclusiv scenaristul Dennis Paoli⁠(d), producătorul Brian Yuzna⁠(d), producătorul executiv Charles Band, directorul de imagine Mac Ahlberg⁠(d) și artiștii de efecte speciale John Carl Buechler și John. Naulin.
Albert Band, care a fost director de producție al From Beyond, are și o apariție nemenționată în rolul lui Wino. Soția de atunci a lui Gordon, Carolyn Purdy-Gordon, a fost distribuită în roluri minore în multe dintre filmele lui Gordon, iar în From Beyond a interpretat-o pe Dr. Bloch.
From Beyond a fost filmat în Italia cu o echipă italiană pentru a economisi bani. Gordon a spus că filmul ar fi costat cincisprezece milioane de dolari în Statele Unite, dar în străinătate a menținut costurile la aproximativ două milioane și jumătate de dolari americani. A fost filmat pe o scenă de sunet numită Dinocitta, chiar în afara Romei. Dinocitta a fost construită inițial de Dino DeLaurentiis⁠(d), dar a fost confiscată de guvern pentru neplata taxelor și apoi vândută către Empire Studios. From Beyond a fost unul dintre primele filme turnate în acel loc în perioada în care a fost deținută de Empire. Gordon a filmat filmul său Dolls în același timp și a fost lansat în anul următor.
Ca și în cazul filmului său anterior Re-Animator, Gordon a folosit consilieri medicali pentru a se asigura că interpretările actorilor ca medici și asistente respectă procedurile medicale adecvate. Patru echipe separate de efecte speciale au lucrat la efectele filmului From Beyond. Potrivit lui Yuzna, producția a rămas fără bani înainte ca efectele speciale din final să poată fi terminate.
Potrivit lui Gordon, obținerea unui rating „R” de la MPAA⁠(d) a fost o încercare dificilă”, fiind nevoit să facă numeroase tăieri de scene.   Mai târziu a spus că acest proces a ajuns să îmbunătățească filmul, deoarece tăierea finală (final cut) a lăsat totul mai mult la imaginația spectatorului și le-a oferit spectatorilor mai puțin timp pentru a studia efectele speciale și a-și da seama cum au fost realizate.

## Lansare
MGM a lansat o copie neevaluată a filmului From Beyond, care conține materialul care a fost șters din film pentru a-i obține un rating „R”. From Beyond a fost lansat anterior doar în forma sa originală cu rating R. Această versiune mai lungă, „director’s cut” a fost difuzată pe canalul Monsters HD⁠(d) și a fost ulterior lansată pe DVD de MGM la 11 septembrie 2007.
La 26 martie 2013, Scream Factory⁠(d) a lansat o ediție de colecție a versiunii neevaluate „director's cut”  a From Beyond într-un pachet combinat Blu-ray/DVD.

## Premii și recepție
Filmul a avut recenzii în general pozitive din partea criticilor. Pe site-ul web de recenzii Rotten Tomatoes, filmul are un rating de aprobare de 80% din partea criticilor, cu o evaluare medie de 6,8/10 pe baza a 19 recenzii, în noiembrie 2022.
Roger Ebert de la Chicago Sun-Times a acordat filmului două stele și jumătate din patru și a scris că „îi lipsește ciudățenia unică a primului film al lui Gordon, dar îl stabilește în tradiția regizorilor de groază de la Hollywood, care se străduie cu adevărat - regizori ca James Whale, Tod Browning și Roger Corman. Într-o perioadă în care aproape orice film de exploatare poate câștiga bani doar dacă reclamele sale sunt suficient de inteligente, acesta este un film care încearcă să amestece puțină satiră și talentul artistic cu mâzga." Variety a remarcat: „Mai puțin dezlănțuit și ceva mai convențional decât lungmetrajul său de debut sălbatic, Re-Animator, continuarea From Beyond rămâne în continuare o producție de groază efectivă care ar trebui să mulțumească fanii genului."
Vincent Canby de la The New York Times a scris o recenzie în general negativă
Patrick Goldstein⁠(d), critic de film al Los Angeles Times, a spus că, în timp ce From Beyond este mai convențional decât Re-Animator, fără partea acestuia de comedie, are un ritm, simbolism vizual și groaznic la fel de excelent. Gene Siskel, critic de film la Chicago Tribune, s-a bucurat și el de film, acordându-i trei stele din patru și numindu-l „un film de groază destul de decent, cu un buget redus, care oferă publicului tot ceea ce așteaptă...” 
William Wolf de la Gannett News Service a evaluat filmul cu jumătate de stea din patru. El a criticat filmul pentru conținutul său puternic gore, precum și pentru tratamentul sado-masochist al femeilor. În recenzia sa, Wolf a scris: „Atmosfera gore devine din ce în ce mai zguduitoare, fără prea multă inteligență, iar după un timp From Beyond devine pur și simplu exagerat, mai mult revoltător decât înfricoșător sau amuzant”. 
Recenzia filmului de la AllMovie a fost favorabilă, arătând că „Gordon este acea rasă rară care își găsește cu adevărat inspirație într-un alt creator și folosește acea inspirație pentru a crea un film care surprinde esența acelui creator, în timp ce este în totalitate și un produs unic al său” și că este o „călătorie emoționantă sângeroasă a unui film”.
Coloana sonoră creată de Richard Band a câștigat premiul pentru cea mai bună coloană sonoră originală la Festivalul Internațional de Film Catalan Sitges din Sitges, Spania. 
În cartea lor Lurker in the Lobby: A Guide to the Cinema of H. P. Lovecraft, Andrew Migliore și John Strysik scriu că „ De dincolo este un răsfăț vizual”, dar adaugă că „excesul sexual grav al filmului poate să-i indispună pe fanii hardcore ai lui Lovecraft”. 

## Miniserial
În 2021, un miniserial sequel regizat și scris de William Butler⁠(d), intitulat The Resonator: Miskatonic U,⁠(d) a fost lansat în aplicația Full Moon Features și Amazon Prime Video, înainte de lansarea sa pe Blu-ray și DVD în același an. 